# Zlatko Tomčić
Zlatko Tomčić (phát âm tiếng Serbia-Croatia: [zlâtko tǒːmt͡ʃit͡ɕ]; sinh năm 1945) là cựu chính trị gia Croatia, lãnh đạo Đảng Nông dân Croatia (Hrvatska seljačka stranka—HSS) từ năm 1994 đến năm 2005.  Ông giữ chức Chủ tịch Quốc hội Croatia, và là quyền Tổng thống Croatia trong thời gian ngắn. Ông tốt nghiệp Đại học Beograd Khoa xây dựng.